# District de Haojiang
Le district de Haojiang (濠江区 ; pinyin : Háojiāng Qū) est une subdivision administrative de la province du Guangdong, en Chine. Il est placé sous la juridiction de la ville-préfecture de Shantou.